# Sheppardia cyornithopsis
Sheppardia cyornithopsis е вид птица от семейство Muscicapidae.

## Разпространение
Видът е разпространен в Габон, Гвинея, Екваториална Гвинея, Камерун, Демократична република Конго, Република Конго, Кот д'Ивоар, Либерия, Нигерия, Сиера Леоне, Танзания, Уганда и Централноафриканската република.